# Cuarenta Arroyos
Cuarenta Arroyos es una localidad de Bolivia, ubicada en el municipio de Villa Tunari de la provincia del Chapare en el departamento de Cochabamba.

## Ubicación
Cuarenta Arroyos es una localidad del municipio de Villa Tunari en la provincia del Chapare. El sitio se encuentra cuatro kilómetros por encima de la confluencia del río Espíritu Santo y el río San Mateo para formar el río Chapare a una altitud de 327  m al pie de la cordillera oriental de los Andes entre las principales ciudades de Cochabamba y Santa Cruz, a dos kilómetros de Villa Tunari, la ciudad central del Municipio.

## Geografía
Cuarenta Arroyos se encuentra en las tierras bajas de Bolivia, en el extremo norte de la Cordillera Oriental. El clima es tropical con un clima diurno distinto .
La temperatura media anual a largo plazo es de poco menos de 27 °C, las temperaturas mensuales oscilan entre unos buenos 23 °C en julio y poco menos de 29 °C en diciembre y enero (ver diagrama climático de Villa Tunari). La precipitación anual de 2300 mm muestra una clara estación lluviosa de octubre a abril, con precipitaciones mensuales entre 160 y 380 mm.

## Transporte
Cuarenta Arroyos se encuentra a 159 km por carretera al noreste de Cochabamba, la capital departamental.
Por Cuarenta Arroyos discurre la ruta nacional Ruta 4, que tiene 1657 kilómetros y atraviesa el país de oeste a este. Conduce desde Tambo Quemado en la frontera con Chile vía Cochabamba y Sacaba hasta Cuarenta Arroyos y Villa Tunari y vía Santa Cruz de la Sierra hasta Puerto Suárez en la frontera con Brasil.

## Población
La población del pueblo aumentó en más de dos tercios en la década entre los dos últimos censos:
| Año  | Residentes           | Fuente |
| ---- | -------------------- | ------ |
| 1992 | Sin datos de detalle | censo  |
| 2001 | 321                  | censo  |
| 2012 | 551                  | censo  |

Debido a la distribución poblacional históricamente creciente, la región cuenta con una importante proporción de población quechua , en el municipio de Villa Tunari el 83,5 por ciento de la población habla Quechua.